# Oskar Winkler (Radsportler)
Oskar Ulrik Winkler  (* 28. März 2000 in Roskilde) ist ein dänischer Radsportler.

## Sportlicher Werdegang
2021 wurde Oskar Winkler dänischer Meister im Keirin. Im selben Jahr startete er bei den U23-Bahneuropameisterschaften; er belegte Platz 20 im 1000-Meter-Zeitfahren, im Scratchrennen gab er auf. 2022 wurde er nationaler Meister im Scratch.
Nachdem Winkler in der Saison 2022 bereits bei einigen Rennen auf der Straße teilgenommen hatte, wurde er zur Saison 2023 Mitglied im dänischen UCI Continental Team BHS-PL Beton Bornholm.

## Erfolge
2021
- Dänischer Meister – Keirin

2022
- Dänischer Meister – Scratch, Keirin

2024
- Dänischer Meister – Einerverfolgung

2025
- Dänischer Meister – Einerverfolgung, 1000-Meter-Zeitfahren